# Districtul Grand'Anse Praslin
Grand'Anse Praslin este un district  în Seychelles, situat pe insula Praslin.